# Proagonistes rufibarbis
Proagonistes rufibarbis là một loài ruồi trong họ Asilidae. Proagonistes rufibarbis được Fabricius miêu tả năm 1805.